# Back to Life
Pour plus de détails, voir Fiche technique et Distribution.
Back to Life est un film muet américain réalisé par Allan Dwan et sorti en 1913.

## Fiche technique
- Réalisation : Allan Dwan
- Scénario : M. de la Parelle, d'après son histoire
- Durée : 20 minutes
- Date de sortie : États-Unis : 24 novembre 1913

## Distribution
- Pauline Bush
- J. Warren Kerrigan
- William Worthington
- Jessalyn Van Trump
- Lon Chaney